# Сен-Жермен-де-Жу
Сен-Жерме́н-де-Жу (фр. Saint-Germain-de-Joux) — коммуна во Франции, находится в регионе Рона — Альпы. Департамент коммуны — Эн. Входит в состав кантона Бельгард-сюр-Валзерин. Округ коммуны — Нантюа.
Код коммуны — 01357.

## Население
Население коммуны на 2010 год составляло 480 человек.
| 1962 | 1968 | 1975 | 1982 | 1990 | 1999 | 2010 |
| ---- | ---- | ---- | ---- | ---- | ---- | ---- |
| 706  | 615  | 546  | 536  | 465  | 476  | 480  |